# Muban
Muban (în thailandeză หมู่บ้าน) este a patra și cea mai mică subdiviziune administrativă a Thailandei. Uzual tradus ca sat, mubanul este o subdiviziune a tambonului. În anul 2008, în Thailanda existau 74.944 de unități administrative de tip muban. După recensământul din anul 1990, un sat mediu din Thailanda era compus din 144 de gospodării cu 746 de persoane.